# Macrobiotus reinhardti
Macrobiotus reinhardti är en djurart som tillhör fylumet trögkrypare, och som beskrevs av Łukasz Michalczyk och Łukasz Kaczmarek 2003. Macrobiotus reinhardti ingår i släktet Macrobiotus och familjen Macrobiotidae. Inga underarter finns listade i Catalogue of Life.